# 725

## Събития
Карл Велики бил коронясан за император на римляните